# 島根県警察
島根県警察（しまねけんけいさつ）は、島根県が設置した警察組織であり、島根県内を管轄区域とし、島根県警と略称する。警察法上、島根県公安委員会の管理を受けるが、給与支払者は島根県知事である。また警察庁中国四国管区警察局の監督を受ける。
本部所在地は松江市殿町8-1。12の警察署と、1512名（定員）の警察官と323名（定員）の警察官以外の職員、合計1835名（定員）の警察職員からなる。
島根県警察は鳥取県警察と並び、全国最小規模の警察組織である。そのため、通常は小規模警察本部でも本部長にはキャリア組の警察官僚が就くが、地方公務員として採用されたノンキャリアが本部長に就任することもある。

## 沿革
- 1954年（昭和29年）7月1日 - 警察法施行により島根県警察発足。
- 1961年（昭和36年）4月1日 - 本部が部制に移行。総務室および警務・刑事・警備の3部を新設。警ら交通課を交通課・警ら課に分課し機動隊を警ら課に新設。
- 1963年（昭和38年）1月1日 - 巡査派出所・巡査駐在所を派出所・駐在所にそれぞれ改称。
- 1964年（昭和39年）8月15日 - 刑事部捜査課を捜査第一課・捜査第二課に分課。
- 1965年（昭和40年）8月20日 - 警務部に厚生課を新設。警備部交通課を交通第一課・交通第二課に分課。
- 1966年（昭和41年）
  - 4月1日 - 警備部警ら課に附置の統制室を通信指令室に改称。
  - 8月22日 - 警備部交通第一課に交通機動警ら隊を新設。
- 1967年（昭和42年）1月1日 - 警備部警ら課を外勤課に改称。交通部を新設。これに伴い交通第一課を交通課に、交通第二課を運転免許課にそれぞれ改称。
- 1968年（昭和43年）7月1日 - 交通部交通課に交通違反通告センターを新設。
- 1969年（昭和44年）
  - 4月1日 - 交通機動警ら隊を刑事・警らにも対応するため本部長直轄の総合機動警察隊に改組し通信指令室の所属を同隊附置に変更し総合指令室に改称。
  - 8月1日 - 刑事部鑑識課に犯罪科学研究室を新設。
- 1970年（昭和45年）10月1日 - 刑事部鑑識課に機動鑑識班を新設。機動隊の所属を警備部附置に変更。
- 1971年（昭和46年）
  - 4月1日 - 刑事部捜査第一課に機動捜査班を新設。
  - 7月17日 - 総合指令室の所属を警備部外勤課附置に変更。交通部交通課を交通企画課・交通指導課に分課。
- 1974年（昭和49年）8月1日 - 刑事部捜査第一課に照会センターを新設。
- 2021年（令和3年）4月1日 - 生活安全部地域課に自動車警ら隊を新設する。(松江分駐隊と出雲分駐隊)

## 本部組織
- 警務部
  - 総務課
    - 秘書係
    - 渉外係
    - 法制係
    - 公安委員会補佐室
      - 公安委員会係

    - 取調べ監督室
      - 取調べ監督係

  - 広報県民課
    - 情報公開室
      - 情報公開係
      - 文書係

    - 犯罪被害者支援室
      - 被害者支援係

    - 音楽隊
      - 企画係
      - 実施係

    - 警察相談センター
      - 警察相談係

    - 広報室
      - 広報係

  - 会計課
    - 予算係
    - 管財第一係・第二係
    - 装備第一係・第二係
    - 用度係
    - 監査室
      - 監査係
      - 審査係
      - 企画指導係

  - 情報管理課
    - 情報セキュリティ対策係
    - 照会センター
    - ICT推進室
      - 企画開発係
      - 指導運用係

  - 警務課
    - 経理係
    - 総務人務係
    - 人事係
    - 採用係
    - 給与係
    - 企画室
      - 企画・調整係
      - 組織・定員係
      - 女性活躍推進係
      - デジタル化推進係

  - 人材育成課
    - 育成企画係
    - 運転管理係
    - 学校教養係
    - 術科教養係

  - 厚生課
    - 健康管理係
    - 生活支援係
    - 共済組合係

  - 監察課
    - 監察係
    - 訟務係
    - 表彰係

  - 留置管理課
    - 企画指導係
    - 護送係
    - 雲南留置管理係

- 生活安全部
  - 生活安全企画課
    - 経理係
    - 企画係
    - 安全まちづくり推進室
      - 地域連携係
      - 抑止対策係

    - 生活保安室
      - 営業保安係
      - 事件指導係
      - 生活安全特別捜査係

  - 地域課
    - 地域企画係
    - 自動車警ら隊
      - 出雲分駐隊
      - 松江分駐隊

    - 地域指導室
      - 指導係
      - 技能伝承係

    - 鉄道警察隊
      - 企画指導係
      - 東部分駐隊
      - 西部分駐隊

  - 通信指令課
    - 通信指令企画係
    - 指令システム係
    - 通信指令係

  - 少年女性対策課
    - 企画係
    - 事件指導係
    - 少年サポートセンター
    - 人身安全対策室
      - 企画指導係
      - 人身安全対策第一係・第二係

  - サイバー犯罪対策課
    - 企画指導係
    - 情報技術支援係
    - サイバーセキュリティ対策係
    - サイバー犯罪特別捜査第一係・第二係

- 刑事部
  - 刑事企画課
    - 経理係
    - 企画係
    - 手配・共助係
    - 指導係
    - 刑事司法対応係
    - 捜査支援分析室
      - 捜査支援係
      - 機動支援係
      - 手口係
      - 犯罪インフラ対策係

  - 捜査第一課
    - 強行犯係
    - 検視係
    - 特別捜査係
    - 性犯罪捜査指導係
    - 特殊犯係
    - 広域捜査係
    - 盗犯係
    - 機動捜査隊
      - 東部方面隊
      - 西部方面隊

  - 捜査第二課
    - 知能犯係
    - 選挙係
    - 知能犯特別捜査第一係～第三係

  - 組織犯罪対策課
    - 指定・情報指導係
    - 暴力団排除係
    - 組織犯罪係
    - 組織犯罪特別捜査係
    - 国際捜査係
    - 犯罪収益解明係
    - 実態解明捜査係
    - 匿名・流動型犯罪対策室
      - 連合捜査係
      - 指導分析係

  - 鑑識課
    - 指導・現場係
    - 指紋システム第一係・第二係
    - 足痕跡係
    - 写真係
    - 東部機動鑑識隊
    - 西部機動鑑識隊

  - 科学捜査研究所
    - 企画指導係
    - 法医係
    - 化学第一係・第二係
    - 物理係
    - 人文係

- 交通部
  - 交通企画課
    - 経理係
    - 企画係
    - 交通安全係
    - 事故統計分析係

  - 交通指導課
    - 取締企画・駐車対策係
    - 交通捜査指導係
    - 交通鑑識係
    - 交通特別捜査係
    - 交通反則通告センター
      - 通告係

  - 交通規制課
    - 規制係
    - 安全施設第一係・第二係
    - 交通管制センター
      - 管制係

  - 運転免許課
    - 運転免許センター（松江市打出町250-1）
      - 免許総務係
      - 免許係
      - 試験係
      - 行政処分係
      - 安全運転相談係
      - 講習係
      - 教習所係
      - 高齢運転者支援係

    - 西部運転免許センター（浜田市竹迫町2385-3）
      - 免許係
      - 試験・教習所係
      - 行政処分・講習係

  - 交通機動隊
    - 指導係
    - 東部方面隊
    - 西部方面隊

  - 高速警察隊
    - 指導係
    - 松江分駐隊（松江市玉湯町布志名968-9（松江玉造TB））
    - 浜田分駐隊（浜田市高佐町3461-2（浜田TB））
      - 六日市詰所（鹿足郡吉賀町立河内53（六日市IC））

- 警備部
  - 公安課
    - 経理係
    - 企画係
    - 資料係
    - 事件係
    - 公安第一係～第四係

  - 警備課
    - 警備実施係
    - 警衛・警護係
    - 危機管理対策室
      - 危機管理係
      - 災害対策係

    - 航空隊
      - 運航・管理係
      - 整備係

  - 外事課
    - 外事第一係～第三係
    - 国際テロ対策第一係・第二係

  - 島根県警察機動隊
    - 企画運営係
    - 部隊運用係
    - 特殊警備係
    - 装備管理係

- 島根県警察学校
  - 庶務係
  - 教務係
  - 学生係

## データ
（2020年）
- 警察署数 - 12
- 交番数 - 20
- 駐在所数 - 117
- 警察職員定員 - 1835名（1512名（警察官）、323名（警察官以外））
- パトカー - 217台
- 白バイ - 35台
- 警備艇 - 2隻
  - 島1 うらかぜ 浦郷 17m型 2004/4-
  - 島2 せきれい 松江 8m型
- ヘリコプター - 2機
  - JA02PC「ちどり」（アグスタ A109 Eパワー）

## 警察署
警察署数は12。※警察車両のナンバー地名は出雲市・奥出雲町・飯南町以外が「島根」、出雲市・奥出雲町・飯南町が「出雲」（ご当地ナンバー）である。松江警察署長のみ警視正を充てる。
| ※             | 地域 | 警察署名称              | 所在地                            | 管轄区域                            |
| ------------- | ---- | ----------------------- | --------------------------------- | ----------------------------------- |
| 島根          | 出雲 | 松江警察署              | 松江市袖師町5-10                  | 松江市                              |
| 島根          | 出雲 | 安来警察署              | 安来市今津町674-1                 | 安来市                              |
| 島根          | 出雲 | 雲南警察署              | 雲南市三刀屋町三刀屋124-2         | 雲南市、仁多郡奥出雲町 飯石郡飯南町 |
| 出雲          | 出雲 | 雲南警察署              | 雲南市三刀屋町三刀屋124-2         | 雲南市、仁多郡奥出雲町 飯石郡飯南町 |
| └掛合広域交番 | 出雲 | 雲南市掛合町掛合846-1   |                                   | 雲南市、仁多郡奥出雲町 飯石郡飯南町 |
| └三成広域交番 | 出雲 | 仁多郡奥出雲町三成198-5 |                                   | 雲南市、仁多郡奥出雲町 飯石郡飯南町 |
| 出雲警察署    | 出雲 | 出雲市塩冶有原町2丁目19 | 出雲市                            |                                     |
| └平田広域交番 | 出雲 | 出雲市平田町2438-3      | 出雲市                            |                                     |
| └大社広域交番 | 出雲 | 出雲市大社町杵築東57-2  | 出雲市                            |                                     |
| 島根          | 石見 | 大田警察署              | 大田市長久町長久ハ7-1             | 大田市                              |
| 島根          | 石見 | └温泉津広域交番         | 大田市温泉津町小浜イ540-1         | 大田市                              |
| 島根          | 石見 | 川本警察署              | 邑智郡川本町川本337-6             | 邑智郡川本町、美郷町、邑南町        |
| 島根          | 石見 | 江津警察署              | 江津市江津町1016-48               | 江津市                              |
| 島根          | 石見 | 浜田警察署              | 浜田市黒川町3748-10               | 浜田市                              |
| 島根          | 石見 | 益田警察署              | 益田市東町7-5                     | 益田市                              |
| 島根          | 石見 | 津和野警察署            | 鹿足郡津和野町森村ロ84-2          | 鹿足郡津和野町、吉賀町              |
| 島根          | 隠岐 | 隠岐の島警察署          | 隠岐郡隠岐の島町西町吉田の二20-15 | 隠岐郡隠岐の島町                    |
| 島根          | 隠岐 | 浦郷警察署              | 隠岐郡西ノ島町浦郷218-4           | 隠岐郡海士町、西ノ島町、知夫村      |

### 警察署の再編
- 2004年（平成16年）10月1日
  - 江津市桜江地域（旧：桜江町）を川本警察署から江津警察署に移管。
- 2005年（平成17年）4月1日
  - 木次・三成・掛合の3警察署が統合し、木次警察署が雲南警察署に改称。三成・掛合の2広域交番を設置。
  - 出雲・平田・大社の3警察署が統合し、平田・大社の2広域交番を設置。
  - 大田警察署と温泉津警察署が統合し、温泉津広域交番を設置。

## マスコットキャラクター
マスコットキャラクターとして出雲神話をモチーフとした「みこぴーくん」が2005年3月1日から使用、名前は命(ミコト)とポリスのPを合わせた。

## 不祥事・出来事
- 2006年（平成18年）9月 - 当時の江津警察署長が失火の疑いで同署員1名と共に書類送検された。署長らは同年6月署長官舎で署員12人でホームパーティーを行った際、火の後始末をしなかったため同日官舎が火事となり全焼した。
- 2009年（平成21年）10月26日 - 島根女子大生死体遺棄事件
- 2015年（平成27年）6月13日 - 益田警察署で誤認逮捕問題が発生[2]。
- 2017年（平成29年）6月23日 - 松江警察署に勤務していた警視（47）ら3人が、松江市内にある警察官舎の駐輪場で見つかった盗難自転車を調べた際、警察官が犯人と疑われないよう捜査書類に虚偽の内容を記載したとして虚偽有印公文書作成と同行使容疑で書類送検された[3]。
- 2017年（平成29年）12月23日 - 益田警察署地域課の23歳の男性巡査が、酒気帯び運転をしたとして道路交通法違反の疑いで逮捕された。逮捕容疑は22日午前0時すぎ、益田市内の国道で酒気帯び状態で乗用車を運転した疑い。21日午後6時半ごろから同市内であった懇親会に参加し、ビールや焼酎などを飲んだ。解散後に自分の車を運転し22日午前0時5分ごろ、縁石などに車を衝突させ横転、全焼させる事故を起こした。同日朝、懇親会後の事故を知った上司が問い詰め、飲酒運転を認めた。事故当時、現場に駆け付けた警察官は油の臭気で酒の臭いに気付かず、呼気検査をしていなかったという[4][5][6]。
- 2018年（平成30年）8月10日 - 松江警察署が同年5月に覚せい剤取締法違反（使用）の疑いで逮捕した被疑者の証拠品として、押収した覚醒剤8グラムと注射器4本を紛失したと発表した[7]。2年後の2020年06月22日、同証拠品は発見に至らず、誤って廃棄した可能性が高いと発表した[8]。
- 2019年（令和元年）6月28日 - 午後1時半ごろ、20か国・地域首脳会議（G20大阪サミット）の警備に当たっていた巡査が大阪国際空港に隣接するビルのトイレに拳銃を置き忘れた。拳銃は直後に管理会社の従業員によって発見され、届け出を受けた同僚が回収した。巡査は規則に反して実弾入りの拳銃が付いたベルトを外し、棚に置いたまま外に出たという[9]。同年8月2日、島根県警はこの巡査を戒告処分にしたと発表した[10]。
- 2020年（令和2年）11月13日 - 県内の警察署に勤務する男性巡査長が18歳未満の少女にみだらな行為をしたなどとして書類送検された[11]。
- 2022年（令和4年）10月13日 - 県内の警察署に勤務する26歳の男性巡査長が自宅で大麻を所持していたとして大麻取締法違反（所持）の疑いで松江地検に書類送検し、懲戒免職にしたと発表した。書類送検容疑は9月23日、県内の自宅で微量の大麻を所持した疑い。県警監察課によると、同日の家宅捜索で大麻を押収。巡査長も所持を認めているという[12]。
- 2022年（令和4年）10月 - 益田警察署刑事課の27歳の男性巡査長が、勤務先の警察署内にある女性用仮眠室に盗撮目的で小型カメラを設置したとして県迷惑行為防止条例違反容疑で書類送検し、減給の懲戒処分とした。巡査長は今夏、女性署員が使う仮眠室のベッド近くに小型カメラを置いて盗撮しようとした疑い[13]。
- 2023年（令和5年）2月 - 県西部の駐在所に勤務していた男性警部補（60）が、2022年9月25日から10月26日までの間、弾が入った状態の拳銃1丁を、指定された保管庫ではなく、駐在所内のキャビネットに無施錠で保管していた。警部補は戒告の懲戒処分となり、2月9日付で依願退職した[14]。
- 2023年（令和5年）3月 – 複数の女性職員に対しセクハラに当たる不適切な発言をしたとして、松江警察署に勤務する男性警視正（57）を本部長訓戒処分にしたと発表した。県警はまた、セクハラを把握しながら県警本部に報告しなかったなどとして、40代の男性警視を本部長注意処分とした[15]。
- 2023年（令和5年）9月 – 益田市内の国道の一部区間で、本来の最高速度規制を下回る速度で計17人に交通反則切符を交付していたと発表した。県警交通規制課によると取り締まりがあったのは益田市神田町内の国道9号約440メートルの区間。最高速度規制が時速60キロとなっているところを、時速50キロとして取り締まっていた。同区間は、前後区間も含めて速度規制を50キロにするよう調整していたが、規制に必要な公安委員会の意思決定を受けていなかった。手続きをする同課の担当者が失念していたという。[16]。
- 2024年（令和6年）5月 – 浜田市熱田町の県道で島根県警本部所属の男性警察官（27）が運転する捜査車両が、信号のない横断歩道付近を1人で歩いて渡っていた市内の女子幼稚園児（5）をはねた。県警交通指導課によると、女児は頭を打って軽傷。警察官は公務中で、別の男性警察官（48）と2人で捜査車両に乗っていた[17]。